# Mark Ferguson
 (février 2020).
Mark Ferguson, né le 28 février 1961 à Sydney, est un acteur australien. Il a joué Gil-galad dans Le Seigneur des anneaux : La Communauté de l'anneau.

## Filmographie

### Cinéma
- 2001 : Le Seigneur des anneaux : La Communauté de l'anneau : Gil-galad

### Télévision
- 1982 : Filles et garçons : Paul Sheppard
- 1982 : À cœur ouvert : Phil Shepherd
- 1986 : Je suis un aventurier : Harry Peters
- 1994 : Hercule et le Monde des ténèbres : Hadès
- 2013 : Spartacus : La Guerre des damnés : Dominus